# 中尾忠彦
中尾 忠彦（なかお ただひこ、1887年（明治20年）3月31日 - 1948年（昭和23年）8月31日）は、大日本帝国陸軍の軍人。最終階級は陸軍少将。

## 経歴
1887年（明治20年）に佐賀県で生まれた。陸軍士官学校第20期、陸軍大学校第30期卒業。1932年（昭和7年）8月8日に陸軍歩兵大佐進級と同時に大村連隊区司令官に着任。1934年（昭和9年）3月には歩兵第47連隊長に転じ、1935年（昭和10年）3月には第2師団参謀長に就任した。
1936年（昭和11年）3月に舞鶴要塞司令官に就任したが、1937年（昭和12年）8月2日に陸軍少将に進級し待命、8月22日に予備役に編入された。1945年（昭和20年）3月31日に召集され、新義州陸軍兵事部長兼新義州地区司令官に就任した。その後ソ連に抑留され、ハバロフスク地方で死去。